# Каменщик, Дмитрий Владимирович
Дми́трий Влади́мирович Ка́менщик (род. 26 апреля 1968, Свердловск) — российский предприниматель, миллиардер, экс-председатель совета директоров аэропорта «Домодедово», бывший владелец DME Ltd., холдинговой компании аэропорта, объединяющей 23 компании. В опубликованном в апреле 2020 года рейтинге богатейших бизнесменов России по версии журнала Forbes занимает 46-е место с состоянием в 2,1 млрд долларов.

## Биография
Родился 26 апреля 1968 года в Свердловске в семье радиофизиков. Его родители познакомились во время учёбы в Уральском политехническом институте (УПИ). Они работали начальниками вычислительных центров: отец — в «Уралгипротрансе», мать — на закрытом предприятии, связанном с геодезией и картографией.
После школы поступил на энергофизический факультет Московского энергетического института. С 1986 по 1988 год проходил срочную службу в танковых войсках, после чего некоторое время работал в Свердловском областном комитете по телевидению и радиовещанию.
После армии в 1990 году поступил на философский факультет МГУ, через полтора года ушёл в академический отпуск. В 2000 году окончил социологический факультет МГУ по специализации экономическая социология. В 2003 году на экономическом факультете МГУ защитил диссертацию на соискание учёной степени кандидата экономических наук.
С 2000 по 2004 год — член Совета по предпринимательству при Правительстве России, в прошлом был советником председателя Государственной Думы, советником губернатора Московской области.
Официально не женат, по разным данным воспитывает четверых несовершеннолетних (по информации РБК) или имеет пятерых (по информации Forbes Russia) детей. Занимается пилотированием реактивных самолётов, боевым искусством Шан Ги, дайвингом, кайтингом и горными лыжами.

## Бизнес

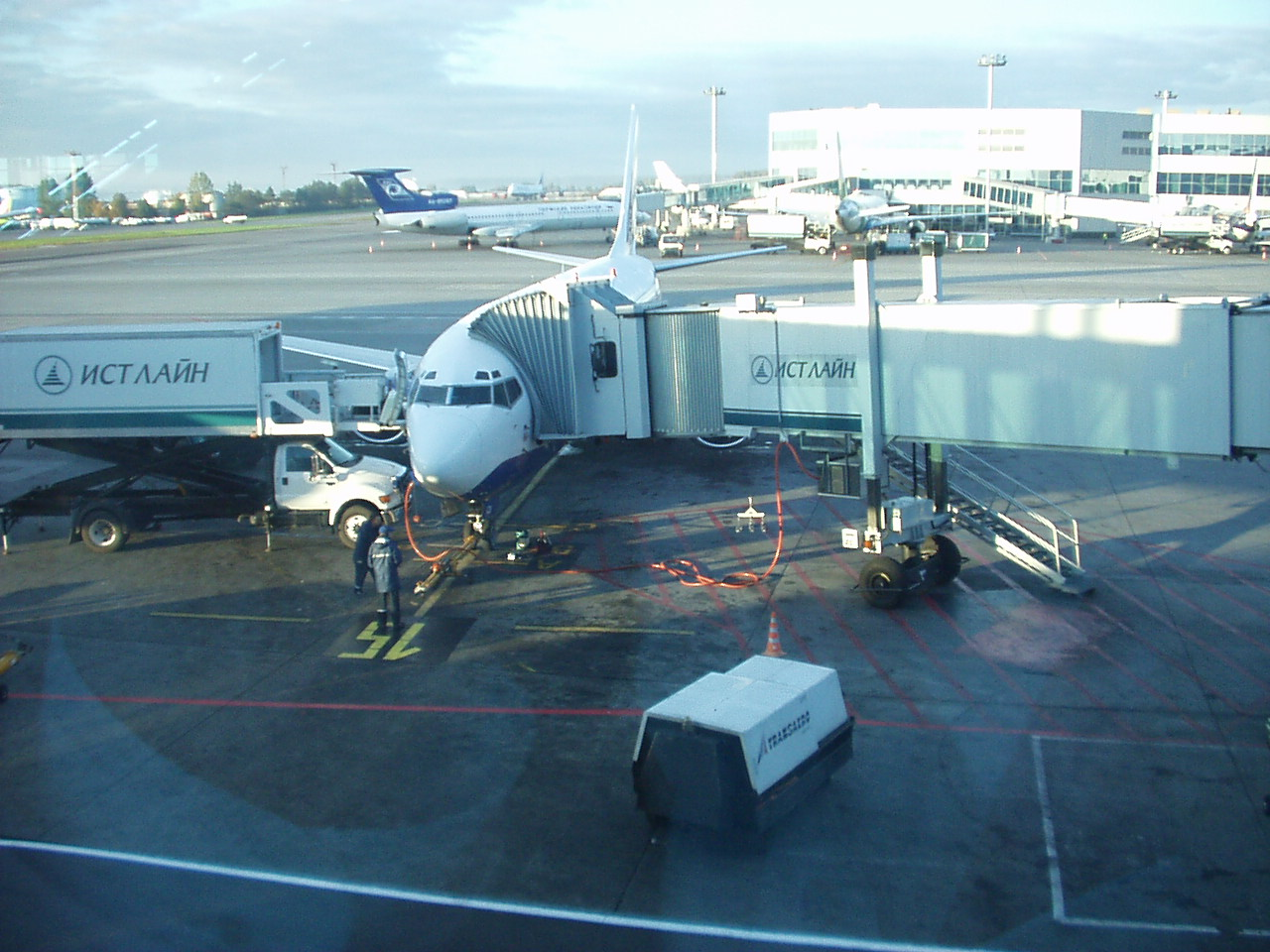
Грузовик бортового питания и телетрап «Ист Лайна» в аэропорту «Домодедово»

В 1991 году уральский предприниматель Антон Баков на базе своих созданных в СССР свердловских туристических кооперативов «Кедр» и «Малахит» создал совместное предприятие (СП) «Ист Лайн» для организации авиаперевозок на базе советского аэропорта «Домодедово» под Москвой. Дмитрия Каменщика, имевшего опыт работы как на Урале, так и в Москве, Баков нанял как генерального представителя компании в столице. Другим ключевым сотрудником компании в то время был Александр Бурков — будущий губернатор Омской области. В 2013 году Антон Баков в интервью «Коммерсанту» называл себя учредителем СП «Ист Лайн» и утверждал, что вышел из бизнеса в начале 1994 года, продав свою долю Каменщику за 10 000 долларов.
В 1992 году усилиями Бакова и Каменщика «Домодедово» получил статус международного аэропорта (распоряжение Правительства РФ от 13 июля 1992 г. N 1262-р «Об открытии аэропорта Домодедово (Москва) для международных полётов»). С 1993 года для обеспечения перевозок «Ист Лайн» арендовал самолёты Ил-76 Домодедовского производственного объединения гражданской авиации (ДПО ГА): компания наладила чартеры в Европу и Азию. Каменщик создал одноимённую авиакомпанию, которая постепенно наращивает собственный авиапарк, выбиваясь в лидеры рынка грузоперевозок.
Начиная с 1994 года «Ист Лайн» совместно с ДПО ГА на базе аэропорта «Домодедово» создал несколько профильных предприятий, отвечающих за различные виды аэропортовой деятельности: бортовое питание, грузовой комплекс, хэндлинг и другие. В рамках сотрудничества аэропорт предоставил изношенное, выработавшее свой ресурс имущество, а «Ист Лайн» взяла на себя обязанность полной реконструкции как самих инфраструктурных объектов, так и системы управления.
В 1998 году имущество аэродрома, не подлежащее передаче в частную собственность (взлётно-посадочные полосы, рулёжные дорожки, места стоянок самолётов), было передано «Ист Лайну» в долгосрочную аренду на 75 лет. В итоге был завершён процесс смены собственника аэропортовых активов, который проходил посредством реализации ряда капиталоёмких инвестиционных проектов. В том же году Каменщик становится председателем совета директоров аэропорта Домодедово.
С 2004 года Росимущество пыталось оспорить передачу прав собственности на аэропортовые объекты и прав аренды на аэродром компании «Ист Лайн». В 2006—2008 годах Президиум Высшего арбитражного суда тремя решениями подтвердил законность сделок.
В 2002 году для покрытия дефицита в электричках на линиях аэроэкспресса компания Каменщика занялась машиностроением, скупив 98,19 % акций Демиховского машиностроительного завода. В дальнейшем было создано проектное бюро транспортного машиностроения «НПО „Трансмаш“», куплен завод «Центросвар» и Октябрьский электровагоноремонтный завод. В 2004 году «Ист Лайн» продал как собственную авиакомпанию, так и образовавшийся машиностроительный холдинг, сконцентрировавшись на более прибыльном аэропортовом бизнесе.
Наряду с аэропортовой деятельностью холдинговая компания Каменщика DME Ltd. развивает ещё одно направление — синергетическую конурбацию «Аэротрополис». Вокруг «Домодедово» запланирован индустриальный кластер площадью до 14000 га, включающий скоординированные друг с другом логистические и транспортные узлы, торговые центры, районы деловой застройки и гостиничные комплексы.
В январе 2018 года был включён в «кремлёвский список» Минфина США.
В 2019 году было заключено соглашение между властями Подмосковья и аэропортом Домодедово о строительстве круглогодичного курорта «Тропический остров» (тропическая оранжерея, пляжи, планетарий, аквапарк и другие объекты) на территории «Аэротрополиса». Инвестиции в проект — более 35 млрд рублей.
В феврале 2023 года фабрика бортового питания Domodedovo Catering начала продажу кондитерских изделий через маркетплейсы Ozon и Wildberries. Также продажа ведется через «Самокат» и «Перекрёсток».
В январе 2025 года суд арестовал имущество аэропорта. По версии следствия, «Домодедово» оказалось под иностранным контролем из-за наличия у Дмитрия Каменщика и председателя набсовета аэропорта Валерия Когана иностранного гражданства. 17 июня 2025 года суд обратил аэропорт в доход государства.

## Уголовное преследование
18 февраля 2016 года после допроса в Следственном комитете и через день после брифинга в защиту ранее задержанных сотрудников Дмитрий Каменщик был задержан по обвинению в нарушении части 3 статьи 238 УК РФ (выполнение работ или оказание услуг, не отвечающих требованиям безопасности, повлекшее по неосторожности смерть двух или более лиц) по делу о теракте 2011 года. 19 февраля Басманный суд Москвы заключил Каменщика под домашний арест до 18 апреля и позже продлил арест до 28 июля. Заместитель генерального прокурора РФ Владимир Малиновский выступал за прекращение уголовного преследования фигурантов расследования и их освобождения из-под домашних арестов, дойдя до кассационной инстанции Московского городского суда. Входящие в научно-консультативный совет при Верховном Суде и СКР заведующие кафедрами уголовного и гражданского права юридического факультета МГУ Владимир Комиссаров и Евгений Суханов подготовили юридические заключения, согласно которым в действиях фигурантов отсутствует состав преступления, так как они не могли оказывать не предусмотренные Законом услуги по стопроцентному досмотру посетителей транспортного объекта. 1 июля 2016 года Президиум Московского городского суда удовлетворил представление заместителя генерального прокурора РФ Владимира Малиновского, требовавшего освободить Дмитрия Каменщика из-под домашнего ареста, таким образом, спустя пять месяцев председатель совета директоров аэропорта Домодедово был отпущен из-под домашнего ареста.
23 сентября СК РФ закрыл уголовное дело против Каменщика по реабилитирующим основаниям в связи с отсутствием в его действиях состава преступления. Бизнес-омбудсмен Борис Титов назвал это решение «торжеством здравого смысла». Генеральная прокуратура РФ также признала преследование бизнесмена незаконным.

## Доходы и собственность
После теракта в аэропорту «Домодедово», произошедшего в январе 2011 года, правоохранительные органы пытались установить конечных собственников аэропорта. В том же году, при подготовке к IPO, холдинговая компания опубликовала данные о конечном бенефициаре на сайте Лондонской фондовой биржи, назвав Каменщика единственным владельцем. В сентябре 2013 года на официальном сайте аэропорта «Домодедово» была опубликована информация, что его конечным собственником является председатель совета директоров Дмитрий Каменщик.
Как владелец аэропорта получил около 19,1 млрд рублей дивидендов за 2012—2013 годы.
В апреле 2015 года журнал Forbes оценил состояние Дмитрия Каменщика в 3,8 млрд долларов, что соответствовало 27 месту в рейтинге богатейших бизнесменов России. Сообщалось, что за год состояние владельца «Домодедово» в денежном выражении росло быстрее всех из сотни членов рейтинга.
В дальнейшем, по оценкам того же Forbes, состояние Каменщика значительно уменьшилось, составив весной 2019 года 2,8 млрд долларов, а на апрель 2020 года — 2,1 млрд долларов.
В 2023 году Дмитрий Каменщик вошел в «Рейтинг российских миллиардеров» Forbes на 52 месте с состоянием $2,6 млрд.